# شاه‌خرچنگ نروژی
شاه‌خرچنگ نروژی (نام علمی: Lithodes maja) نام یک گونه از سرده شاه‌خرچنگ‌های اصلی است.